# Kanton Sainte-Florine
 Sainte-Florine is een kanton van het Franse departement Haute-Loire. Het kanton maakt deel uit van het arrondissement  Brioude .

In 2019 telde het 11.371 inwoners.

Het kanton werd gevormd ingevolge het decreet van 17 februari 2014 met uitwerking op 22 maart 2015, met Sainte-Florine als hoofdplaats.

## Gemeenten
Het kanton omvat volgende 21 gemeenten, afkomstig van de kantons Blesle en Auzon : 
- Agnat
- Autrac
- Auzon
- Azérat
- Blesle
- Chambezon
- Champagnac-le-Vieux
- Chassignolles
- Espalem
- Frugerès-les-Mines
- Grenier-Montgon
- Lempdes-sur-Allagnon
- Léotoing
- Lorlanges
- Saint-Étienne-sur-Blesle
- Saint-Hilaire
- Saint-Vert
- Sainte-Florine
- Torsiac
- Vergongheon
- Vézézoux